# Come an’ Get It
Come an’ Get It (engl. etwa wie „Komm und nimms Dir“) ist das vierte international veröffentlichte Studioalbum der englischen Hard-Rock-Band Whitesnake. Es wurde am 11. April 1981 veröffentlicht und stellte den für die Band bis dahin größten Erfolg mit einem zweiten Platz in den UK-Charts dar.

## Erfolg
Die Songs „Don’t Break My Heart Again“ und „Would I Lie to You“ wurden als Singles ausgekoppelt. Das von Sänger David Coverdale geschriebene „Don’t Break My Heart Again“ erreichte mit dem Song „Child of Babylon“ als B-Seite, Platz 17 der UK-Single-Charts. „Would I Lie to You“ erreichte noch Platz 37. Außerhalb Großbritanniens konnte das Album noch Platzierungen in Deutschland, den USA, sowie Schweden (Platz 24) und Norwegen (Platz 16) erreichen.
Come an’ Get It wurde 2007 als Remastered CD, mit sechs Bonus-Tracks  wiederveröffentlicht.

## Rezeption
In dem von dem Magazin Rock Hard veröffentlichten Buch „Best of Rock & Metal - Die 500 stärksten Scheiben aller Zeiten“ belegt das Album Platz 70.

## Titelliste
1. Come an’ Get It (Coverdale) – 3:58
2. Hot Stuff (Coverdale, Moody) – 3:22
3. Don’t Break My Heart Again (Coverdale) – 4:01
4. Lonely Days, Lonely Nights (Coverdale) – 4:14
5. Wine, Women an’ Song (Coverdale, Lord, Marsden, Moody, Murray, Paice) – 3:43
6. Child of Babylon (Coverdale, Marsden) – 4:50
7. Would I Lie to You (Coverdale, Marsden, Moody) – 4:30
8. Girl (Coverdale, Marsden, Murray) – 3:54
9. Hit an’ Run (Coverdale, Marsden, Moody) – 3:21
10. Till the Day I Die (Coverdale) – 4:27